# Zacaixtlahuacán, José Joaquín de Herrera
Zacaixtlahuacán är en ort i Mexiko.   Den ligger i kommunen José Joaquín de Herrera och delstaten Guerrero, i den sydöstra delen av landet, 220 km söder om huvudstaden Mexico City. Zacaixtlahuacán ligger 1 405 meter över havet och antalet invånare är 309.
Terrängen runt Zacaixtlahuacán är kuperad norrut, men söderut är den bergig. Runt Zacaixtlahuacán är det ganska glesbefolkat, med 39 invånare per kvadratkilometer. Närmaste större samhälle är Tomactilicán, 1,1 km nordost om Zacaixtlahuacán. I omgivningarna runt Zacaixtlahuacán växer huvudsakligen savannskog.